# Coelichneumon vitalis
Coelichneumon vitalis är en stekelart som först beskrevs av Cresson 1877.  Coelichneumon vitalis ingår i släktet Coelichneumon och familjen brokparasitsteklar. Inga underarter finns listade i Catalogue of Life.